# Diego Latorre
Pour les articles homonymes, voir Latorre.
Diego Fernando Latorre, né le 6 août 1969, est un footballeur argentin.

## Principaux clubs
- Ferro Carril Oeste
- 1987-1992 :  Boca Juniors
- 1992-1993 :  ACF Fiorentina
- 1993-1995 :  CD Tenerife
- 1995-1996 :  UD Salamanca